# 納帕章克申 (加利福尼亞州)
納帕章克申（英語：Napa Junction）是位於美國加利福尼亞州納帕縣的一個非建制地區。該地的面積和人口皆未知。

## 地理
納帕章克申的座標為38°11′15″N 122°15′03″W / 38.18750°N 122.25083°W，而該地的平均海拔高度為24米（即79英尺）。